# Oak Forest (Illinois)
Oak Forest je grad u američkoj saveznoj državi Ilinois. Prema popisu stanovništva iz 2010. u njemu je živjelo 27.962 stanovnika.